# Martin Santander
Pour les articles homonymes, voir Santander.
Martin Santander est un photographe argentin, né à Mendoza le 16 mars 1964 .

## Biographie
Il étudie à l'École de photographie de la Ville de Bruxelles, en Belgique. Photographe de reportage, il travaille essentiellement en noir et blanc.
Ses travaux les plus connus sont Les Ferrailleurs, Gauchos et Magic Moments Iceland. Ceux-ci font l'objet d'expositions partout dans le monde.
Il a également plusieurs publications à son actif, notamment dans le domaine de l'architecture. Il travaille régulièrement pour la presse magazine.
Certaines de ses photographies font partie de prestigieuses collections d'art, comme celle de la Communauté française de Belgique, conservées au  musée de la photographie de Charleroi. Sa série Magic Moments Iceland a fait l'objet d'une exposition Leica à Bruxelles de décembre 2006 à janvier 2007. Il collabore régulièrement aux films du cinéaste belge Philippe Reypens.